# سارة نولز بولتون
سارة نولز بولتون (بالإنجليزية: Sarah Knowles Bolton)‏ هي كاتِبة أمريكية، ولدت في 15 سبتمبر 1841 في فارمنغتون في الولايات المتحدة، وتوفيت في 21 فبراير 1916 في كليفلاند في الولايات المتحدة.